# Isdera Imperator 108i
Der Imperator 108i des schwäbischen Herstellers Isdera ist ein von 1984 bis 2001 gebauter Sportwagen.

## Entwicklung/Produktion
Der Imperator wurde 1983 als Nachfolger der Studie CW 311 von 1978 vorgestellt. Um mehr Platz im Innenraum zu schaffen, wurde der Wagen in vielerlei Hinsicht vergrößert. Auch das Design des Fahrzeugs erhielt einige Anpassungen an die 1980er Jahre. Statt der Klappscheinwerfer baute man beispielsweise nun feststehende ein. Die erste Serie des Imperator wurde in 17 Exemplaren bis 1991 produziert. Die zweite Serie wurde dann technisch und im Design angepasst und bis 2001 hergestellt. Insgesamt entstanden 30 Exemplare.

## Technik
Anstelle des im CW 311 verwendeten über 400 kg schweren 6,9-Liter-V8 (M100) setzte man im Imperator leichtere Achtzylinder ein; die aktuelle Mercedes-Generation hatte einen Alu-Motorblock. Im 5-Liter-V8 M117 standen etwa 173 kW (235 PS) zur Verfügung, etwas später mit dem 5,6-Liter-V8 des 560 SE etwa 221 kW (300 PS). Auf besonderen Wunsch wurden auch ABS und ein Katalysator geliefert. Ein 5-Gang-ZF-Getriebe sorgte für die Kraftübertragung. Ab Mitte der 1980er Jahre konnte man seinen Imperator auch mit einem getunten AMG-V8 mit Vierventil-Zylinderköpfen bekommen, der aus den 5,6 Litern 268 kW (365 PS) herausholte.
Die zweite Serie ab 1992 wurde wieder mit Mercedes-Motoren ausgestattet. Es kam ein neuer 5,0-Liter-V8 aus der damaligen S-Klasse zum Einsatz, der 240 kW (326 PS) leistet. Später kam noch der 6,0-Liter-V8 aus dem SL 60 AMG mit einer Leistung von 301 kW (410 PS) dazu.

## Fahrleistungen
Die Höchstgeschwindigkeit reicht beim Imperator von 262 km/h bis zu 310 km/h im AMG-Modell. Dieses beschleunigt in knapp unter 5 Sekunden auf Tempo 100.

## Wissenswertes
Bei dem Anbauteil auf dem Dach handelt es sich um den Rückspiegel für den Fahrer. Er kann durch ein Sichtfenster im Dach nach oben in den Spiegel und somit auf den Verkehr hinter sich blicken. Ein ähnliches Modell gibt es von einem Ford GT40.

## Bildergalerie

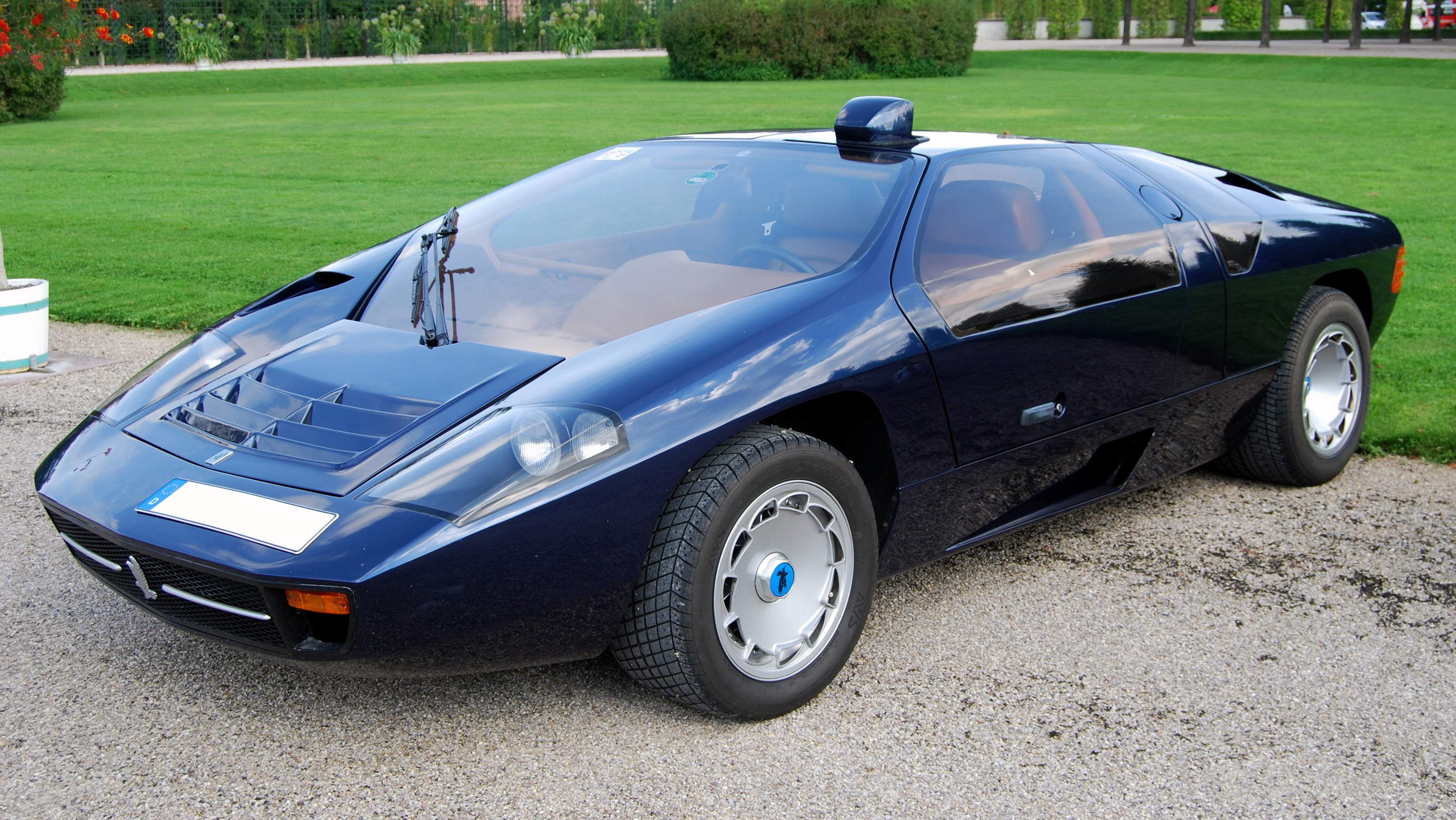
Isdera Imperator 108i (Nr. 16 von 30)
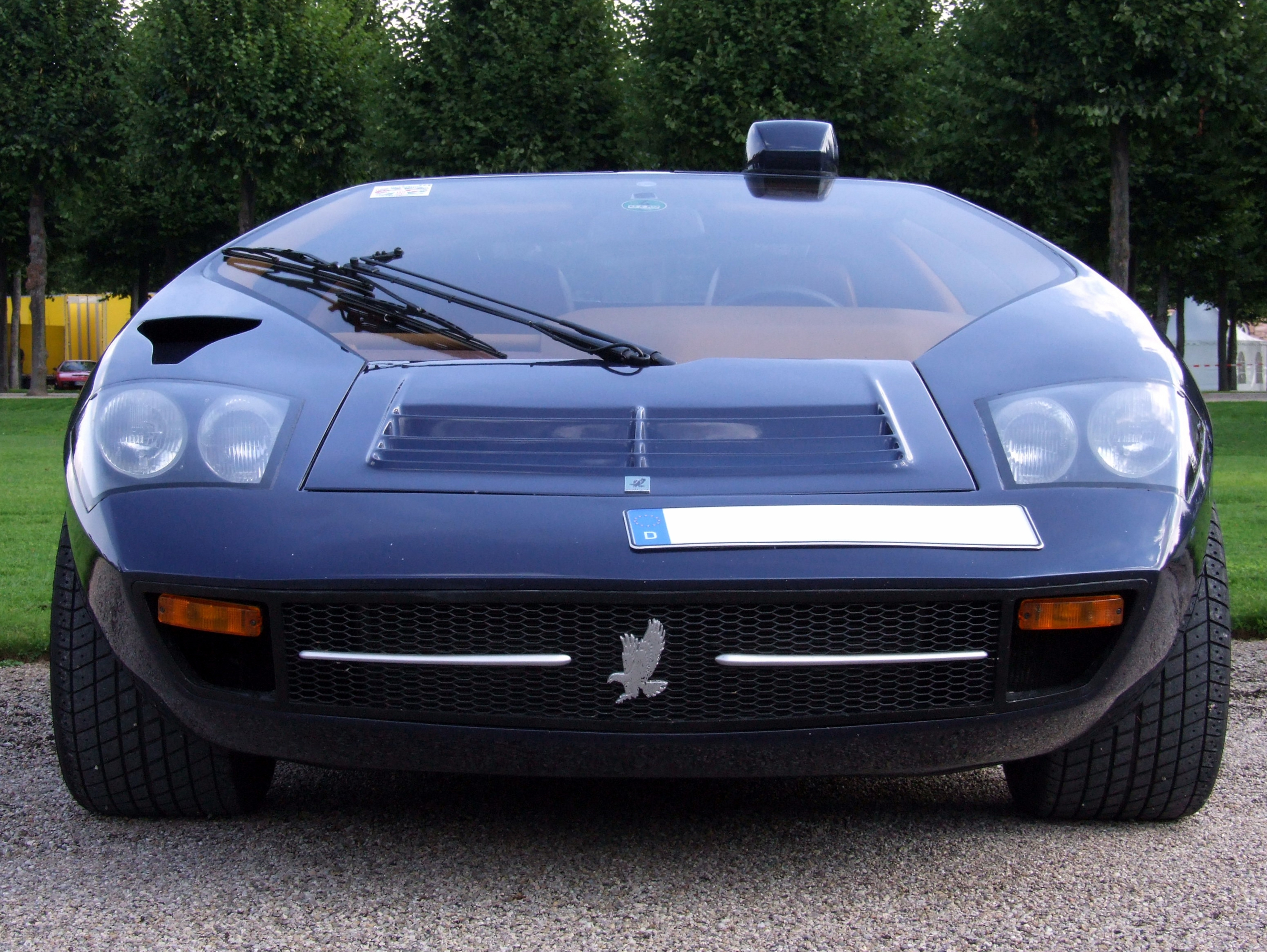
Isdera Imperator 108i (Nr. 16 von 30)
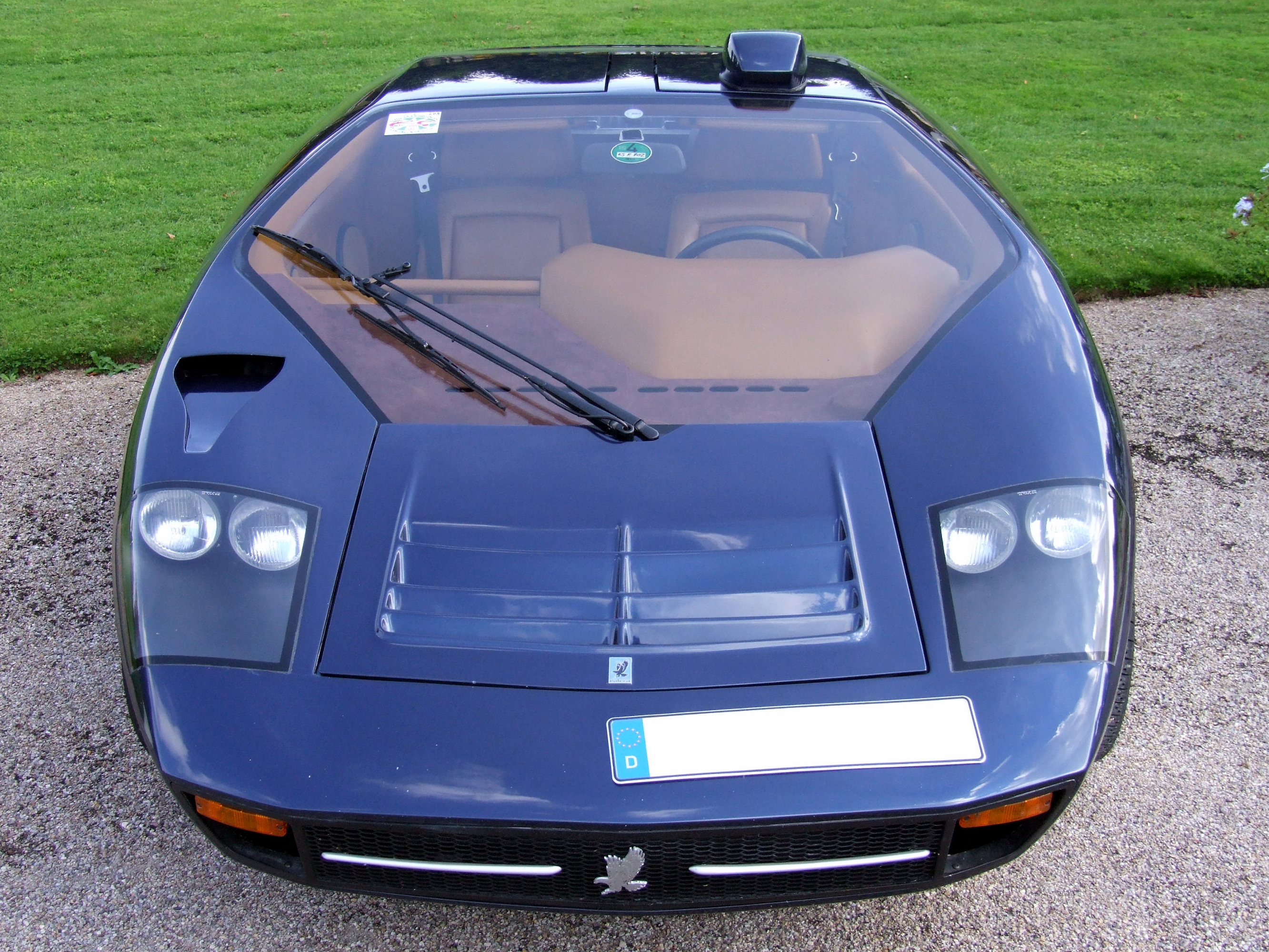
Isdera Imperator 108i (Nr. 16 von 30)
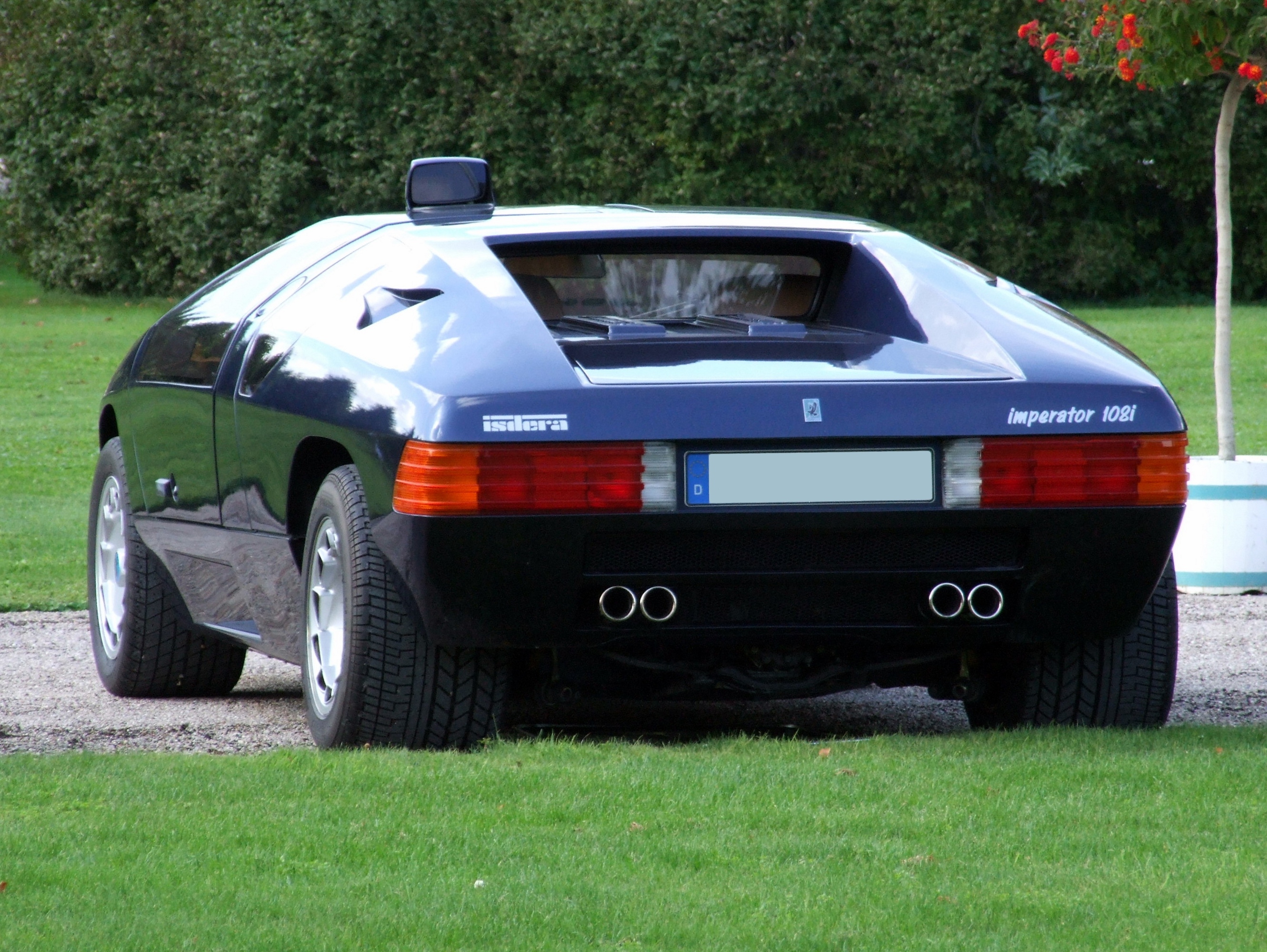
Isdera Imperator 108i (Nr. 16 von 30)
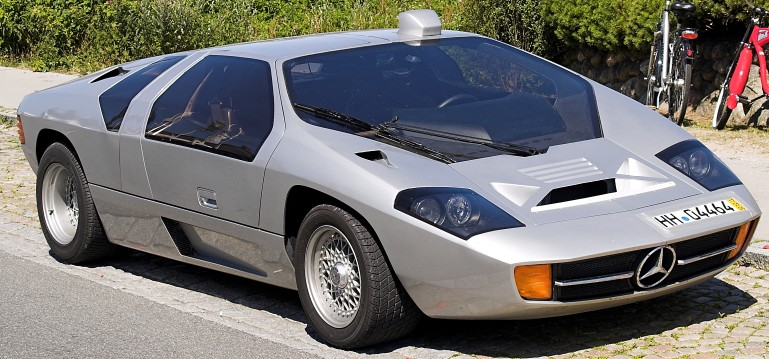
Isdera Imperator 108i Baujahr 1988 (Nr. 14 von 30)